# Don Hồ
Hồ Mạnh Dũng' (22 de febrero de 1970), conocido artísticamente como Đon Hồ. Es un cantante vietnamita, conocido por participar en el festival Paris By Night.

## Biografía
Don Ho (Nombre verdadero: Hồ Mạnh Dũng) nació el 22 de febrero de 1970 en Saigón, Vietnam. Él fue a los Estados Unidos en 1980. Durante su último año en la escuela secundaria, Don Ho participó junto a un grupo coral llamado Chamber Singers. Cuando era joven, Don Ho ha demostrado ser hábil en la pintura. Recibió una beca de la escuela de arte en Nueva York después de haber terminado la secundaria. Sin embargo, su amor por el canto le impidió su camino para convertirse en un pintor.

## Carrera
En  1990, Don Ho participó en dos popurrís en París By Night 12. Después de presentarse en el concurso musical denominado VHS, había pedido y volver a participar nuevamnete. No regresó en 1992, a París By Night 15. Don Ho interpretó una exitosa canción de Paul Anka, con el tema musical titulado "Diana". Además que para Don Ho su carrera musical fue enorme por más de 10 años. Para el aniversario de Don Ho de 10 años los festejo en el 2000 junto a Thuy Nga. Después de un tiempo, en París By Night 73, Don Ho realizó junto al préstamo Chau. Poco a poco después de la publicación, Don Ho terminó su contrato con Thuy Nga para otras empresas discografiucas.

## Vida personal
Don Ho le encanta cenar fideos de pollo y pan de Thang, una cocina vietnamita. También disfruta de viajar. Asistió a Katella High School, Los Amigos High School y más adelante a Orange Coast College, Golden West College, y Cal State Fullerton. Don Ho actualmente vive en Santa Mónica, California.